# Bernières-le-Patry
Bernières-le-Patry település Franciaországban, Calvados megyében. Lakosainak száma 538 fő (2018. január 1.). Bernières-le-Patry Chênedollé, Rully, Truttemer-le-Grand, Truttemer-le-Petit, Viessoix, Montsecret, Saint-Quentin-les-Chardonnets és Montsecret-Clairefougère községekkel határos.

## Népesség
A település népességének változása:
| Lakosok száma | 691  | 658  | 512  | 485  | 502  | 559  | 566  | 560  | 548  | 538  |
|               | 1962 | 1968 | 1982 | 1990 | 1999 | 2008 | 2011 | 2013 | 2017 | 2018 |